# Roy (Montana)
Pour les articles homonymes, voir Roy.
Roy est une localité du comté de Fergus, dans l'État du Montana, aux États-Unis. Roy est une communauté non incorporée.